# Mamola Bai
Mamola Bai, född 1715, död 1795, var en indisk furstinna. Hon var en av hustrurna till Yar Mohammad Khan, Nawab av Bhopal 1728-1742, och styvmor till Nawab Faiz Mohammad Khan (regent 1742-1777) och Nawab Hayat Muhammad Khan (regent 1777-1807). 
Hon är känd för sitt stora inflytande över politiken under sina styvsöners regeringstid, ett inflytande som var så stort att hon betraktades som de facto regent i femtio år. 